# Auto Focus
Auto Focus é um filme biográfico e dramático americano lançado em 2002, dirigido por Paul Schrader. O roteiro de Michael Gerbosi é baseado no livro The Murder of Bob Crane de Robert Graysmith, e que conta a história do ator e comediante Bob Crane, assassinado em 1978, que era um anfitrião afável de um programa de rádio e baterista amador que encontrou o sucesso em Hogan's Heroes, um seriado de televisão popular sobre um campo de prisioneiros de guerra durante a Segunda Guerra Mundial, e sua descida dramática para o baixo-ventre de Hollywood após a série ser cancelada.

## Enredo
O filme relata a vida secreta de Bob Crane, concentrando-se na sua relação com John Henry Carpenter, um especialista em eletrônica envolvido com o mercado de vídeos domésticos. Crane é um homem com uma aparente vida "normal", casado, mas que quando ganhou a fama por interpretar o papel principal na série Guerra, Sombra e Água Fresca, entre 1965 e 1971, viu sua vida tomar um rumo totalmente inesperado. Incentivado por Carpenter e deslumbrado com o próprio sucesso, o então homem de família, torna-se obcecado por dormir com várias mulheres e a gravar os encontros em vídeo e material fotográfico, geralmente com Carpenter participando. Por fim, o filme foca em sua vida pós-seriado e seus esforços para sustentar uma carreira viável - principalmente passando a atuar em peças em restaurantes - até seu assassinato.
O seu assassinato continua sem solução até hoje. Embora Carpenter tenha sido julgado e absolvido do crime, ele continua a ser alvo de suspeitas, mesmo após sua morte, em 1998.

## Elenco
- Greg Kinnear .... Bob Crane
- Willem Dafoe .... John Henry Carpenter
- Rita Wilson .... Anne Crane
- Maria Bello .... Patricia Olson/Patricia Crane/Sigrid Valdis
- Ron Leibman .... Lenny
- Bruce Solomon .... Edward H. Feldman
- Michael E. Rodgers .... Richard Dawson
- Kurt Fuller .... Werner Klemperer
- Christopher Neiman .... Robert Clary
- John Kapelos .... Bruno Gerussi
- Lyle Kanouse .... John Banner
- Donna-Marie Recco .... Melissa
- Ed Begley Jr. .... Mel Rosen
- Cheryl Lynn Bowers .... Cynthia Lynn
- Don McManus .... Padre
- Sarah Ulrich .... Victoria Berry
- Jeff Harlan .... Armand
- Kevin Kilner .... Clayton Moore

## Produção
O filme estreou no Festival Internacional de Cinema de Toronto. Foi exibido no Festival Internacional de Cinema de San Sebastián, o Festival Internacional de Cinema de Helsinki, o Festival Internacional de Cinema de Chicago, o Festival de Cinema de New Orleans, e o Festival Internacional de Cinema de Bergen antes de entrar em lançamento limitado em onze telas nos EUA, ganhando $123,761 em sua abertura de fim de semana. O filme arrecadou $2,063,196 nos EUA e $641,755 em mercados estrangeiros para a bilheteria mundial total de $2,704,951. No Brasil foi exibido na mostra Panorama do Festival do Rio 2003.
O lançamento do DVD inclui um documentário de 50 minutos, Murder in Scottsdale, que aprofunda a investigação inicial do assassinato e da reabertura do caso cerca de 15 anos mais tarde.

## A crítica de Scotty Crane
O filho de Bob Crane, Scotty, atacou duramente o filme como sendo impreciso. Em um artigo que ele escreveu sobre o filme em outubro de 2002, Scotty disse que seu pai não era um freqüentador de igreja regular e só tinha ido à igreja três vezes nos últimos doze anos da sua vida, que inclui o seu próprio funeral. Não há nenhuma evidência de que Crane envolvido em sadomasoquismo e diretor Paul Schrader disse a Scotty que a cena do sadomasoquismo foi baseado em sua própria experiência pessoal. Scotty afirma que seu pai e John Carpenter não se tornaram amigos próximos e socializados juntos até 1975, e que Crane era um viciado em sexo muito antes de ele se tornar uma estrela, recordando seus encontros sexuais, pelo menos tão cedo quanto a 1956.
Scotty e sua mãe tinham comprado um script rival para um filme biográfico de Bob Crane. O roteiro, alternadamente intitulado "F-Stop" e "Take Off Your Clothes and Smile". O roteiro de especulação foi escrito em Variety pelo venerável colunista Army Archerd, mas depois de Auto-Focus ser anunciado, o interesse no roteiro de Scotty cessou.

## Prêmios e indicações
Paul Schrader foi indicado para a Concha de Ouro no Festival Internacional de Cinema de San Sebastián. Willem Dafoe foi indicado para Melhor Ator Coadjuvante pela Chicago Film Critics Association, mas perdeu para Tim Robbins por Mystic River.